# Налепа, Мацей
Ма́цей Нале́па (пол. Maciej Nalepa; род. 31 марта 1978, Тарнув) — польский футболист, игравший на позиции вратаря.

## Биография
Родился в Тарнуве, но прожил там всего до двух лет. Потом вместе с отцом (он тоже был футболистом) переехал в Жешув, где его семья живёт и поныне. Там, в возрасте десяти лет, пошёл в футбольную школу. В Польше играл за команды первого дивизиона.
В 2001 году перешёл в «Карпаты». Мацей сразу завоевал место в стартовом составе. В 2005 году перешёл в латвийскую «Венту», но через некоторое время у команды возникли финансовые трудности, и Налепа вернулся в «Карпаты». С 2008 по 2009 годы играл за клуб «Харьков», после за «Пяст». В 2011 году играл за «Одру», а также за клуб третьей польской лиги Зачэрне.
Провёл два матча за сборную Польши.